# Sandlaufkäfer
Die Sandlaufkäfer (Cicindelinae), oder Tigerkäfer, in älteren Texten auch Sandkäfer genannt, sind eine Unterfamilie innerhalb der Familie der Laufkäfer (Carabidae). Sie sind weltweit mit über 2300 Arten in 130 Gattungen verbreitet.
In Europa kommen sie mit 121 Arten und Unterarten vor, In Mitteleuropa sind 12 Arten bekannt. Von manchen Systematikern werden die Sandlaufkäfer als eigene Familie gesehen. Im südlichen Europa wird diese Gruppe schnell artenreicher (beispielsweise Italien mit über 20 Arten).

## Merkmale

### Käfer

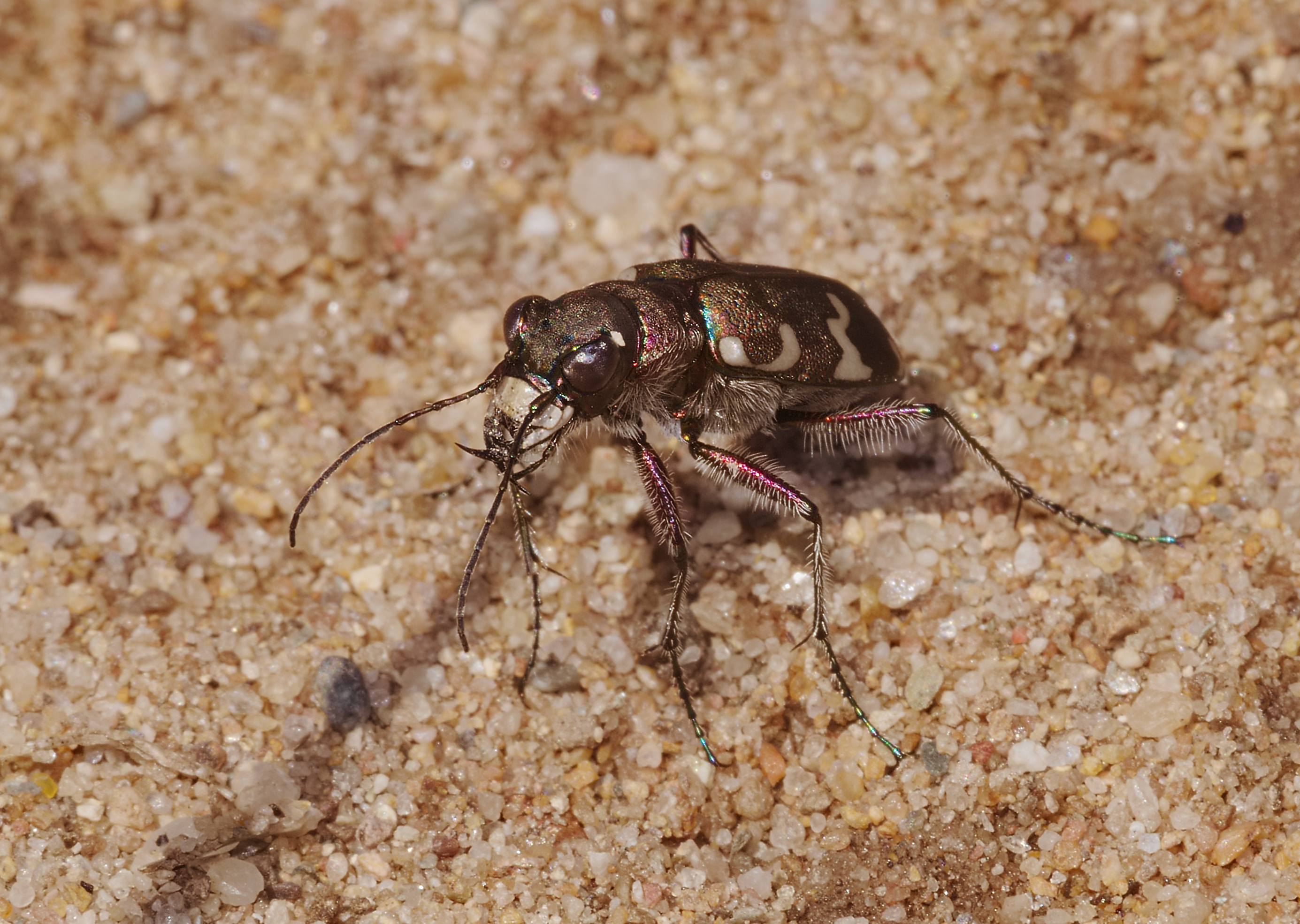
Dünen-Sandlaufkäfer (Cicindela hybrida)

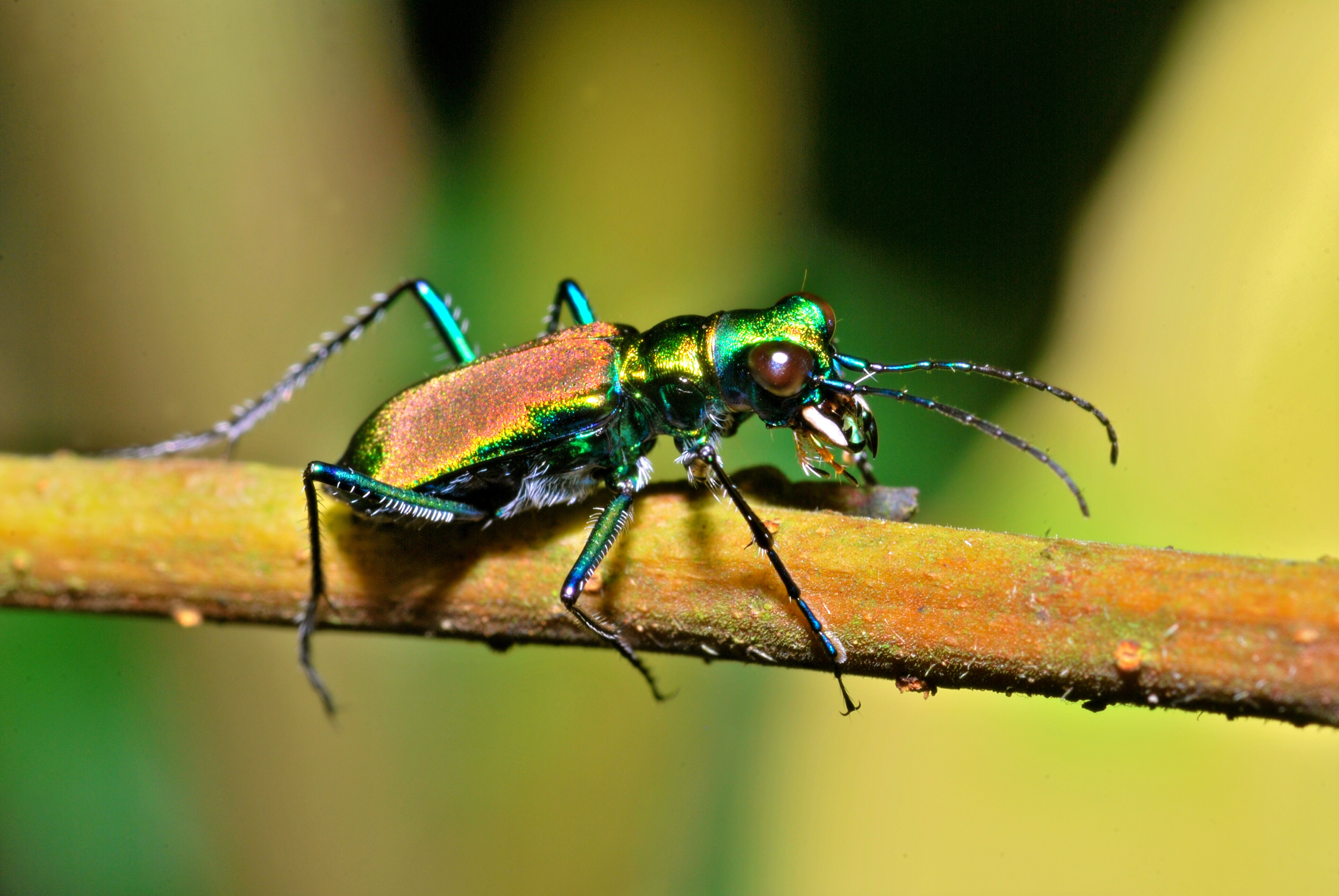
Irisierend grün gefärbter Sandlaufkäfer mit gut sichtbaren Mundwerkzeugen

Die Käfer sind 10 bis 70 Millimeter lang. Bei den basalen Gruppen, wie etwa den Gattungen Omus und Amblycheila, ist der Körper schwarz, sie haben verhältnismäßig kurze Beine. Die übrigen Gattungen haben eine auffällige, farbige Musterung, mit metallisch glänzenden Bereichen und lange und sehr schlanke Beine, wie etwa die Arten der Gattungen Cicindela und Megacephala, oder sie haben einen sehr schlanken, ameisenartigen Habitus, wie jene Gattungen, die auf Bäumen leben. Die Facettenaugen sind groß und treten bei den tagaktiven Gattungen aus der Kopfkontur seitlich hervor. Das Labrum ist lang und verbreitert. Die Fühler sind an der dorsalen Seite des Kopfes eingelenkt. Die langen Mandibeln haben mehrere spitz zulaufende Enden. Sie überkreuzen sich in der Ruheposition.
Der Prothorax ist langgestreckt. Der Prosternalfortsatz und die postcoxale Brücke auf seiner Unterseite sind ungewöhnlich breit. Das Putzorgan (zur Reinigung der Fühler) und die Sporne an den vorderen Schienen (Tibien) sind endständig. Die Deckflügel (Elytren) tragen keine Rillen. Die Hinterflügel sind bei der Gattung Omus vollständig zurückgebildet, ansonsten gut entwickelt. Ein Oblongum (eine besondere Zelle in der Flügeladerung der Hinterflügel, gebildet durch Queradern zwischen den Längsadern Media und Radius und eigentlich typisch für die Adephaga) fehlt. Die Thoraxsegmente sind ähnlich gebaut wie bei den Unterfamilien Elaphrinae und Loricerinae.

### Larven

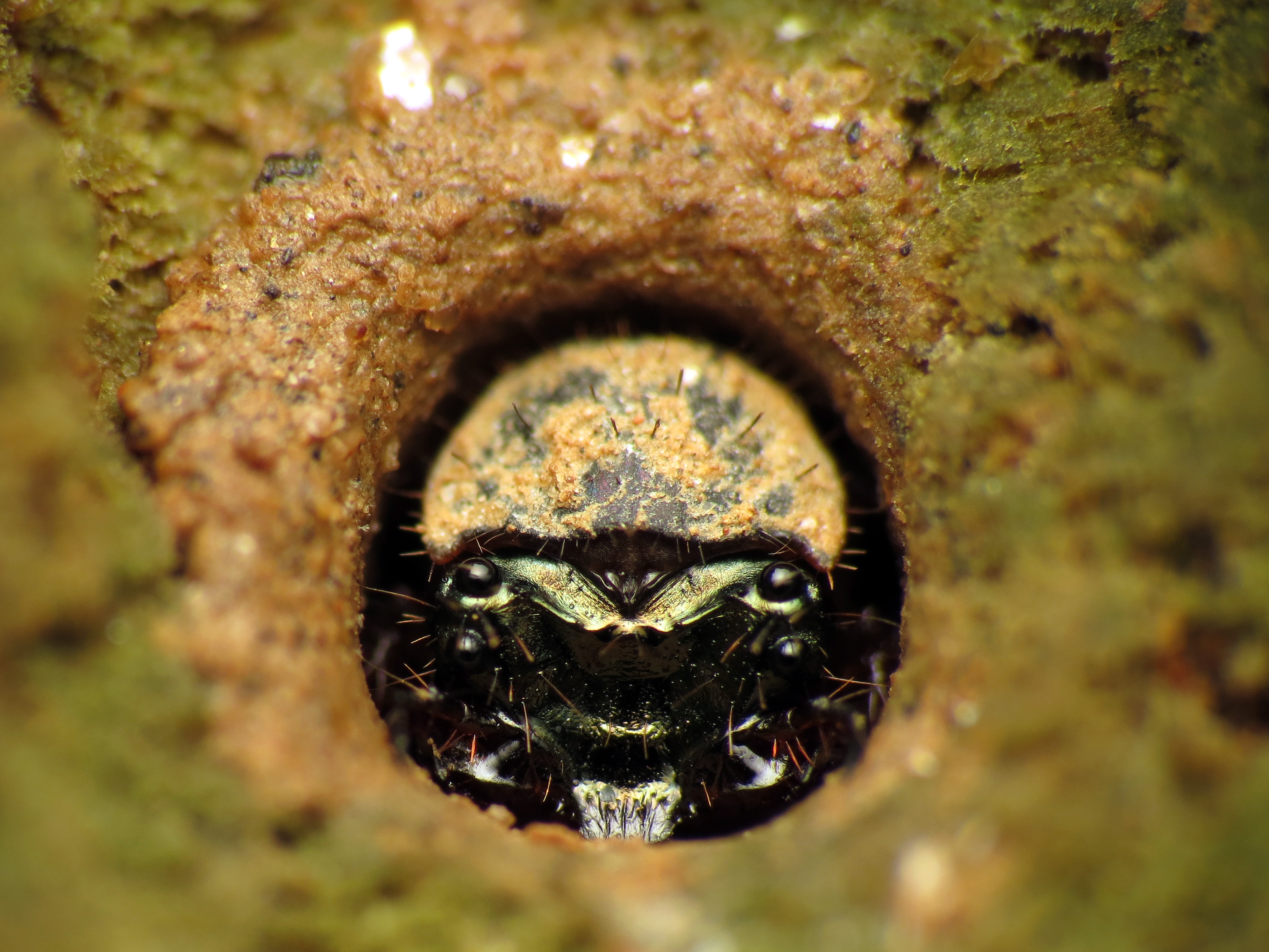
Die Larve eines Sandlaufkäfers lauert in ihrem Gang auf Beute

Die Larven sind in ihrem Aussehen stark an das Leben als Jäger, in ihren selbstgegrabenen Röhren angepasst. Der Kopf und das Pronotum sind im Verhältnis zum übrigen schlanken und langen Körper stark vergrößert und stark sklerotisiert. Die Mundwerkzeuge am Kopf sind nach vorn oben gerichtet (hyperprognath). Die Dorsalseite des Kopfes und das Protergum bilden eine funktionelle Einheit. Gemeinsam bilden sie in Lauerposition einen Deckel für den Bau der Larve. Der Kopf ist seitlich stark abgerundet, wobei der posterodorsale Rand der ausgerandeten Kopfkapsel beinahe den Hinterrand der Frontale erreicht. Die ventrale Seite ist stark konvex. Die sonst bei Käferlarven vorhandenen sechs Punktaugen (Stemmata) pro Kopfseite sind hier teilweise zu mächtigen Linsenaugen umgebildet, die jeweils über tausend Sinneszellen enthalten.
Die ersten drei Glieder der Fühler sind langgestreckt und nahezu gleich groß. Das vierte Glied ist etwas kürzer. Der Sinnesbereich am dritten Glied ist durch ein kleines Feld von Poren ersetzt. Die Mandibeln sind schlank, wobei der apikale Teil länger als der basale ist und ein dreieckiges Retinaculum mit einschließt. Die Retractoren des Prämentums sind sehr kräftig und in unüblicher Weise angeordnet. Es ist ein dichter präoraler Filter ausgebildet.
Das Pronotum ist rhombisch und unterscheidet sich deutlich vom kleineren, seitlich gerundeten Meso- und Metanotum. Die Beine sind gedrungen und haben sehr kurze Tarsen. Die vorderen Klauen sind größer als die hinteren. Die ersten vier und das sechste bis neunte Hinterleibssegment sind nahezu gleich geformt. Nur das fünfte Segment ist stark abgewandelt und dorsal zu einem Buckel mit getrennten vorderen, seitlichen und hinteren Skleriten modifiziert. Zwischen den Skleriten befinden sich 23 Häkchen. Urogomphi fehlen. Bei den Collyrini und Ctenostomatini ist die Breite der Nasale reduziert, der Körper abgeflacht und außer bei den Pogonostoma sind die Klauen mit den Tarsen verwachsen.

## Lebensweise
Die Imagines mehrerer Gattungen sind tagaktive, sonnenliebende Insektenjäger. Sie können sich am Boden extrem schnell fortbewegen und sind ausgezeichnete Flieger. Sie sind unter anderem an Waldrändern oder Flussufern anzutreffen, es gibt jedoch auch Arten, die sich auf das Leben in der Wüste spezialisiert haben. Bei Störung fliegen Sandlaufkäfer schnell auf, um nach einigen Metern wieder zu landen.
Auch die tagaktiven Larven leben räuberisch in vertikalen oder horizontalen Röhren in Erde, sandigem Boden (die meisten Arten) oder verrottendem Holz (Collyrini und Ctenostomatini). Bei Gefahr ziehen sie sich blitzschnell in ihre bis zu 50 Zentimeter tiefen Baue zurück. Als Lauerjäger sitzen sie in der Regel im Eingang der Röhre und füllen diesen mit ihrem charakteristisch geformten Kopf fast völlig aus. Die Larven reagieren nur auf Bewegungen von Kleintieren (wie Ameisen), die ihr Beuteschema erfüllen, indem sie eine bestimmte Größe nicht überschreiten. Sie fangen ihre Beute durch einen sehr speziellen Überraschungsangriff, indem sie kurz aus ihrer Röhre hervorschnellen und sie packen. Für ihre Angriffe setzen die Larven ihre Pseudocerci als Steighilfen ein.

## Taxonomie und Systematik
Die Unterfamilie wird in folgende Triben unterteilt:
- Ctenostomatini (Gattung Pogonostoma aus Madagaskar und Gattung Ctenostoma aus dem tropischen Südamerika)
- Collyrini (einige wenige Gattungen in Indien und Südostasien)
- Manticorini (zwei Gattungen aus Südafrika, darunter Manticora)
- Megacephalini (weit verbreitet, viele Arten)
- Cicindelini (weit verbreitet, viele Arten)

In Deutschland sind acht Arten der Sandlaufkäfer bekannt, die sich auf zwei Gattungen verteilen:
- Cicindela Linnaeus, 1758[7]
  - Wald-Sandlaufkäfer (Cicindela sylvatica Linnaeus, 1758)
  - Berg-Sandlaufkäfer (Cicindela sylvicola Dejean, 1822)
  - Gallischer Sandlaufkäfer (Cicindela gallica Brullé, 1834)
  - Dünen-Sandlaufkäfer oder Kupferbrauner Sandlaufkäfer (Cicindela hybrida Linnaeus, 1758), mit den Unterarten:
    - hybrida Linnaeus, 1758
    - transversalis Dejean, 1822
    - pseudoriparia Mandl, 1935

  - Küsten-Sandlaufkäfer (Cicindela maritima Dejean, 1822)
  - Feld-Sandlaufkäfer (Cicindela campestris Linnaeus, 1758)
- Cylindera
  - Deutscher Sandlaufkäfer (Cylindera germanica (Linnaeus, 1758))
  - Cylindera arenaria Füessly, 1775 mit der Unterart:
    - Wiener Sandlaufkäfer (Cylindera arenaria viennensis (Schrank, 1781))[8]

Auswahl weiterer europäischer Arten:
- Cephalota circumdata ((Dejean in Latreille & Dejean, 1822))
- Calomera littoralis ((Fabricius, 1787))
- Lophyra flexuosa ((Fabricius, 1787))

## Belege